# Steady
Singles de SPEED
Body & Soul
(5 août 1996) Go! Go! Heaven
(26 mars 1997)
Steady (écrit en capitales : STEADY) est le deuxième single du groupe SPEED.

## Présentation
Le single, écrit, composé et produit par Hiromasa Ijichi, sort le 18 novembre 1996 au Japon sur le label Toy's Factory, au format mini-CD single de 8 cm de diamètre (alors la norme pour les singles au Japon), trois mois et demi après le précédent single du groupe, Body & Soul. Il atteint la 2e place du classement des ventes de l'Oricon, et reste classé pendant 31 semaines, se vendant à plus d'un million d'exemplaires. Il restera le 3e single le plus vendu du groupe, derrière White Love et My Graduation.
La chanson-titre Steady a été utilisée comme générique du premier drama adapté du manga Itazura na Kiss. Elle figurera sur le premier album du groupe, Starting Over qui sortira six mois plus tard en 1997, ainsi que sur les compilations Moment de 1998 et Dear Friends 1 de 2000 (dans une version remixée sous-titrée "Atlanta Mix") ; elle sera interprétée sur les albums live Speed Memorial Live de 2001 (où en figure aussi une autre version remixée sous-titrée "Za downtown smoove mix") et Best Hits Live de 2004 ; elle sera aussi ré-enregistrée pour l'album de reprise Speedland de 2009.
La chanson en "face B", Happy Together, figurera aussi sur l'album Starting Over et sur la compilation Dear Friends 1. Le single contient aussi leurs versions instrumentales.

## Liste des titres
Toutes les chansons sont écrites et composées par Hiromasa Ijichi, arrangées par Yasutaka Mizushima.
| 1. | Steady (STEADY)                                    | 5:17 |
| 2. | Happy Together (HAPPY TOGETHER)                    | 4:04 |
| 3. | Steady (Instrumental) (STEADY ...)                 | 5:17 |
| 4. | Happy Together (Instrumental) (HAPPY TOGETHER ...) | 4:03 |